# Iphierga lysiphracta
Iphierga lysiphracta är en fjärilsart som beskrevs av Edward Meyrick 1917. Iphierga lysiphracta ingår i släktet Iphierga och familjen säckspinnare. Inga underarter finns listade i Catalogue of Life.